# Epic Comics
Epic Comics è un marchio editoriale di fumetti della casa editrice statunitense Marvel Comics famoso per aver creato supereroi come l'Uomo Ragno, Hulk, gli X-Men e altri. Fu fondata nel 1982 per andare incontro a nuove esigenze del mercato e per diversificare la produzione fumettistica della Marvel Comics.

## Storia

### Contesto e creazione
Alla fine degli anni settanta le vendite dei fumetti americani subiscono un crollo che colpisce particolarmente la DC Comics ma i cui effetti colpiscono l'intero settore e anche la Marvel Comics. Tra il 1977 e il 1978 la DC arriva a chiudere metà delle serie periodiche da lei distribuite (tale biennio è ricordato come DC Implosion) e nello stesso periodo la Marvel affronta una crisi editoriale e di vendite che porta al succedersi di quattro diversi Direttori editoriali tra il 1976 e il 1978. Nel 1978 Jim Shooter diventa Redattore-capo e responsabile creativo del Gruppo Marvel. Oltre a ristrutturare l'intero parco testate della casa editrice intuisce la necessità di creare nuove tipologie di formato editoriale per i fumetti e decide di sfruttare la rapida diffusione del Mercato Diretto (o Direct Market in originale) che proprio in quel momento stava nascendo e sviluppandosi. Il mercato diretto prevede la distribuzione dei fumetti solo all'interno del circuito librario e delle fumetterie (o comic shop). In questo modo si salta la distribuzione generica (cioè quella nella edicole) che ha il difetto di rendere al distributore il materiale invenduto. Con il mercato diretto si stampa solo il quantitativo prenotato senza rischio di reso e questo permette di valutare più correttamente eventuali rischi di perdita economica. La Epic Comics nasce come etichetta i cui fumetti sono distribuiti solo nel Direct Market. Shooter decide di abbandonare un caposaldo della produzione a fumetti della Marvel ovvero pubblicare solo work for hire ma di lasciare agli autori di Epic Illustrated e Epic Comics i diritti di copyriright e la proprietà intellettuale delle opere e personaggi da loro creati, una rivoluzione per la Marvel che si era finora persino opposta a concederli al King of Comics Jack Kirby co-creatore con Stan Lee delle fondamenta del Marvel Universe.

### Precedenti
L'ispirazione per la nascita della nuova etichetta così come il nome con cui viene identificata trovano la sua origine nel 1980 quando Jim Shooter decide di lanciare la rivista antologica a fumetti Epic Illustrated, nata da un'idea dello scrittore/editor Rick Marshall, ovvero creare una rivista che si ispiri ed eguagli il successo ottenuto da Heavy Metal a sua volta ispiratasi alla rivista francese Metal Urlant. Rick evidenzia a Shooter, colui che ha rivitalizzato e rilanciato la Marvel, come i bambini sono particolarmente interessati ai fumetti umoristici come Archie o quelli prodotti da Walt Disney, nell'adolescenza passavano al genere super eroistico dove Marvel era leader, seguita da una DC in ripresa dopo l'implosione di vendite del 1979 ma manca un vero punto di riferimento per i lettori adulti (oltre i 20 anni). Il successo di Heavy Metal che proprio nel 1979 raggiunge il peak delle vendite con 200 mila copie di media per albo è molteplice. Le storie spaziano diversi generi non mainstream quali sci-fi, fantasy, sexy comics, fumetti indie sperimentali, coadiuvata da articoli all'epoca definiti dal termine di controcultura e di aperto dissenso nei confronti del sistema socio-politico americano dominato dal capitalismo neoconservatore reaganiano. Shooter intuisce le potenzialità di un'opera diretta ad un lettore adulto post-adolescenzile e vuole quindi sfidare apertamente Heavy Metal con la rivista Epic Illustrated dalla quale poi virare sull'imprint più innovativo della storia Marvel ovvero Epic Comics (nel 1982).  Si tratta di una pubblicazione alquanto rivoluzionaria rispetto allo standard editoriale di un grande gruppo dell'editoria a fumetti come la Marvel Comics. Lo stesso formato è quello di una rivista o magazine (Il formato iniziale prevede un'antologia di differenti storie a fumetti con personaggi e autori diversi per un totale di 100 pagine a colori) e non ha relazione con il collaudato format dei comic books americani, ma l'aspetto più innovativo risiede nel fatto che i diritti delle storie e dei personaggi creati rimangono agli autori e non alla casa madre. La piena libertà creativa viene poi garantita dal fatto che la serie è distribuita solo tramite il Mercato Diretto e non presenta in copertina il marchio Marvel Comics o quello del Comics Code Authority. Inoltre il metodo di pagamento agli scrittori ed artisti avviene tramite Royalties (cioè si è pagati in relazione a quanto rende l'opera prodotta) e non con uno stipendio fissato preventivamente. L'iniziativa ha successo, la serie passa da trimestrale a bimestrale nel 1981 e dura fino al n.34 (febbraio 1986). Basandosi sulle premessa di Epic Illustrated nasce una nuova linea editoriale Marvel che si manifesta nella creazione della Epic Comics nel 1982. A partire dai numeri pubblicati quell'anno la stessa Epic Illustrated rientra sotto il nuovo Imprint a cui ha dato il nome. Shooter però con un gesto discutibile (ma già visto nella sua gestione) licenzia Rick Marschall e pone al suo posto come Senior Editor, Archie Goodwin, già collaboratore per Heavy Metal. Rick rimane basito dalla decisione dell'editor-in-chief della Marvel e lo accusa di egocentrismo e incapacità di collaborare con manager capaci di proporre apertamente le loro idee. In ogni caso Shooter snobba la situazione ed è maggiormente intenzionato a sfruttare un mercato di lettori adulti disposti a pagare una rivista a fumetti 4 o 5 volte di più di un canonico comic book pur di vedersi proporre qualcosa di differente, meno ingenuo e ottimistico del genere super eroistico e più propenso a stimolare riflessioni sulla società attuale attraverso una visione che parte da un futuro distopico o dal genere fantasy. Da parte sua Goodwin svolge un eccellente lavoro reclututando per Epic Comics nomi di spicco del rooster Marvel quali John Buscema, Jim Starlin, John Byrne, Terry Austin ai quali affianca autori provenienti dagli indie comics quali Wendy Pini, Jeffrey Jones, Michael Kaluta, Barry Windsor-Smith, Bernie Wrightson. Shooter convinto delle sue capacità e della leadership della Marvel nel mondo dei comic è convinto di poter fare meglio di Heavy Metal, ampliando inoltre il settore di lettori (oltre i 25 anni) a cui si rivolgevano principalmente i fumetti Heavy Meatal e Epic Comics. Da notare come Shooter confidò spesso ai suoi editor come il successo di Heavy Metal era da lui percepito come un affronto allo strapotere della Marvel (della sua gestione), questo si ripercuote sull'impegno che pretese dal suo staff per conquistare un settore di mercato come quello indirizzato a lettori adulti e lontano dal genere mainstream in cui la Marvel era specializzata. La sfida viene lanciata dal n.1 di Epic Illustrated con una copertina del leggendario Frank Frazetta.

### Debutto editoriale (1982-1983)
La prima serie regolare a debuttare con l'etichetta Epic è Dreadstar di Jim Starlin. Si tratta di una serie di fantascienza con personaggi originali creati dall'autore. La pubblicazione esce con data di copertina novembre 1982 e continua la sua distribuzione sotto la Epic fino all'agosto 1986. I diritti dell'opera sono dello stesso Jim Starlin che, difatti a partire dal n.27 decide di lasciare l'etichetta e passare all'editore indipendente First Comics con il quale porterà avanti la serie fino al n.64 (marzo 1991).

### Chiusura (1996)
Nonostante le ambizioni di Shooter, Epic Illustrated chiude nel 1986 e il suo imprint Epic Comics nel 1996, mentre la sua nemesi editoriale Heavy Metal viene pubblicata tutt'ora. Bisogna, però, sottolineare che tra il 1986 e il 1987 la posizione dell'editor-in-chief non gode più dell'appoggio incondizionato della dirigenza e gli stessi editor tendono ad avere nei suoi confronti un atteggiamento ostile (Shooter viene licenziato nel 1987). Inoltre il suo successore Tom DeFalco non è particolarmente interessato a mantenere viva la fiamma degli Epic Comics, essendo più vicino ad una impostazione della casa editrice che si concentri sul suo impegno storico sul genere mainstream dei super eroi. Le ultime serie della linea Epic vengono distribuite tra il 1993 e il 1994 nonostante il logo venga ufficialmente usato fino al 1996 per terminare la distribuzione in lingua inglese del manga Akira. Infatti i volumi di tale pubblicazione sono stati distribuiti sin dall'inizio dalla Marvel con l'imprint della Epic. Le cause del fallimento della linea editoriale maggiormente diversificata e adulta della Marvel Comics sono molteplici ma si possono ridurre a tre cause principali:
1) Tra il 1993 e il 1994 il mercato del fumetto americano affronta il suo più grande collasso a livello di vendite. La distribuzione diretta si rende conto che le tirature degli albi a fumetti (che in alcuni casi raggiungevano milioni di copie per numero) sono alimentate da acquisti speculativi da parte dei collezionisti che però cominciano a rendersi conto che i fumetti non sono destinati a prendere valore in quanto stampati in tirature eccessive. Aumentano quindi le quantità di albi invenduti nei magazzini dei Comic Shop americani, fattore che ne alimenta la crisi e spesso la chiusura. Il Mercato Diretto è proprio ciò su cui poggia il sistema distributivo della Epic Comics che inevitabilmente viene travolta dalla enorme crisi del settore.
2) Malgrado l'indubbia qualità delle storie e degli autori coinvolti le vendite degli Epic Comics rimangono scarse o mediocri. Goodwin non riesce a convincere gli autori di Heavy Metal o di altri indie-comics di spicco a passare in maniera definitiva alla Marvel. Autori di spicco di questo settore, con un grosso seguito presso il pubblico adulto, si limitano a realizzare delle copertine. Tra questi: Richard Corben, Boris Vallejo, Frazzetta, i fratelli Hillbrandt). Questo è dovuto alla percezione generale della Marvel che non credeva si potesse infrangere (e non poteva) ogni confine narrativo. In effetti lo scopo degli Epic Comics era quello di accompagnare i lettori teen-ager nella loro fase più adulta ma sempre all'interno di una safe zone generatasi all'interno dell'Universo Marvel e questo viene dimostrato dalle numerose pubblicazioni Epic Comics dedicate (anche) ai canonici super eroi Marvel.
2) Nel 1992 abbiamo la nascita della Image Comics, casa indipendente voluta e fondata dagli artisti più famosi dell'epoca tra i quali Rob Liefeld, Todd McFarlane, Jim Lee e altri. Questo editore indipendente garantisce agli autori il possesso dei diritti dei personaggi creati e ha una visibilità al pubblico che attira subito l'interesse di tutti gli esperti del settore. Ben presto la Epic si ritrova a livello editoriale un rivale come la Image che sembra in grado di soddisfare maggiormente le esigenze di scrittori e disegnatori. L'etichetta Marvel ha ormai perso l'immagine innovativa e l'appeal dei primi anni ottanta.